# Zakaria Hadraf
Zakaria Hadraf (sinh ngày 24 tháng 9 năm 1990) là một cầu thủ bóng đá người Maroc hiện tại thi đấu ở vị trí tiền đạo cho Raja Casablanca.

## Sự nghiệp quốc tế
Vào tháng 1 năm 2014, huấn luyện viên Hassan Benabicha, triệu tập anh vào đội hình Maroc tham dự Giải vô địch bóng đá châu Phi 2014. Anh giúp đội bóng đứng đầu bảng B sau trận hòa với Burkina Faso và Zimbabwe và đánh bại Uganda. Đội bóng bị loại ở tứ kết sau thất bại trước Nigeria.

### Bàn thắng quốc tế
Tỉ số và kết quả liệt kê bàn thắng của Maroc trước.
| #  | Ngày               | Địa điểm                                  | Đối thủ | Tỉ số | Kết quả | Giải đấu                           |
| -- | ------------------ | ----------------------------------------- | ------- | ----- | ------- | ---------------------------------- |
| 1. | 4 tháng 2 năm 2018 | Sân vận động Mohamed V, Casablanca, Maroc | Nigeria | 1–0   | 4–0     | Giải vô địch bóng đá châu Phi 2018 |
| 2. | 4 tháng 2 năm 2018 | Sân vận động Mohamed V, Casablanca, Maroc | Nigeria | 3–0   | 4–0     | Giải vô địch bóng đá châu Phi 2018 |